# Chelarctus aureus
Chelarctus aureus е вид десетоного от семейство Scyllaridae. Видът не е застрашен от изчезване.

## Разпространение и местообитание
Разпространен е в Индонезия (Калимантан и Сулавеси), Малайзия (Саравак), Фиджи и Филипини.
Среща се на дълбочина от 100 до 158,5 m.